# Cangey
Cangey és un municipi francès, situat al departament de l'Indre i Loira i a la regió de Centre – Vall del Loira. L'any 2007 tenia 1.038 habitants.

## Demografia

### Població
El 2007 la població de fet de Cangey era de 1.038 persones. Hi havia 382 famílies, de les quals 74 eren unipersonals (43 homes vivint sols i 31 dones vivint soles), 117 parelles sense fills, 175 parelles amb fills i 16 famílies monoparentals amb fills.
La població ha evolucionat segons el següent gràfic:
Habitants censats

### Habitatges
El 2007 hi havia 451 habitatges, 383 eren l'habitatge principal de la família, 37 eren segones residències i 31 estaven desocupats. 445 eren cases i 6 eren apartaments. Dels 383 habitatges principals, 324 estaven ocupats pels seus propietaris, 54 estaven llogats i ocupats pels llogaters i 6 estaven cedits a títol gratuït; 1 tenia una cambra, 9 en tenien dues, 48 en tenien tres, 103 en tenien quatre i 223 en tenien cinc o més. 306 habitatges disposaven pel capbaix d'una plaça de pàrquing. A 112 habitatges hi havia un automòbil i a 255 n'hi havia dos o més.

### Piràmide de població
La piràmide de població per edats i sexe el 2009 era:
| Homes | Edats   | Dones |
| ----- | ------- | ----- |
| 4     | 95 o +  | 0     |
| 0     | 90 a 94 | 4     |
| 4     | 85 a 89 | 0     |
| 8     | 80 a 84 | 4     |
| 20    | 75 a 79 | 20    |
| 20    | 70 a 74 | 20    |
| 12    | 65 a 69 | 12    |
| 12    | 60 a 64 | 12    |
| 20    | 55 a 59 | 16    |
| 32    | 50 a 54 | 20    |
| 16    | 45 a 49 | 20    |
| 36    | 40 a 44 | 32    |
| 12    | 35 a 39 | 24    |
| 28    | 30 a 34 | 36    |
| 40    | 25 a 29 | 20    |
| 8     | 20 a 24 | 20    |
| 36    | 15 a 19 | 48    |
| 36    | 10 a 14 | 4     |
| 16    | 5 a 9   | 24    |
| 24    | 0 a 4   | 28    |

## Economia
El 2007 la població en edat de treballar era de 681 persones, 531 eren actives i 150 eren inactives. De les 531 persones actives 492 estaven ocupades (270 homes i 222 dones) i 39 estaven aturades (20 homes i 19 dones). De les 150 persones inactives 57 estaven jubilades, 47 estaven estudiant i 46 estaven classificades com a «altres inactius».

### Ingressos
El 2009 a Cangey hi havia 389 unitats fiscals que integraven 1.048,5 persones, la mediana anual d'ingressos fiscals per persona era de 18.051 €.

### Activitats econòmiques
Dels 28 establiments que hi havia el 2007, 1 era d'una empresa alimentària, 2 d'empreses de fabricació d'altres productes industrials, 10 d'empreses de construcció, 3 d'empreses de comerç i reparació d'automòbils, 1 d'una empresa de transport, 4 d'empreses d'hostatgeria i restauració, 1 d'una empresa d'informació i comunicació, 1 d'una empresa financera, 4 d'empreses de serveis i 1 d'una entitat de l'administració pública.
Dels 10 establiments de servei als particulars que hi havia el 2009, 2 eren paletes, 3 guixaires pintors, 2 fusteries, 1 lampisteria i 2 electricistes.
L'any 2000 a Cangey hi havia 26 explotacions agrícoles que ocupaven un total de 1.508 hectàrees.

## Equipaments sanitaris i escolars
El 2009 hi havia una escola elemental.

## Poblacions més properes
El següent diagrama mostra les poblacions més properes.